# Восстание Савмака
Восста́ние Савма́ка — восстание скифов в Боспорском царстве.
Выросший при дворе боспорского царя Перисада понтийский военачальник Диофант имел большое влияние на Боспоре, и с его помощью было достигнуто соглашение о наследовании царства понтийским царём Митридатом VI Евпатором. Но этим была недовольна скифская аристократия во главе со Савмаком, который убил боспорского государя. Мятежников поддержала только западная часть царства, а восточная сохранила верность Митридату. Диофанту пришлось уплыть из Пантикапея в Херсонес, а заручившись поддержкой горожан — отправиться на Понт.
Весной 108 года войско понтийского стратега выступило из Херсонеса, и к началу 107 года до н. э. освободило Феодосию и Пантикапей. Савмак был пленён и отправлен на материк, со скифскими вождями были заключены союзные договоры, а в крепостях разместились понтийские гарнизоны.
В 1938 году С. А. Жебелёвым было выдвинуто мнение о том, что Савмак возглавлял «восстание рабов» на Боспоре, однако эта гипотеза была отброшена. В настоящее время превалирует мнение, что Савмак был представителем династии Тавроскифии, которая находилась в союзных отношениях с Боспором, или представителем скифской верхушки, которая присутствовала на территории Боспорского царства со второй половины V века до н. э. Сам переворот трактуется как попытка захвата власти Савмаком и обычно относится к 108—107 годам до н. э.